# Георг Людвіг Кобельт
Гео́рг Лю́двіг Ко́бельт (нім. Georg Ludwig Kobelt) — німецький анатом. Вивчав медицину у Гайдельберзькому університеті, де його викладачем був відомий анатом, фізіолог та зоолог Фрідріх Тідеман (1781—1861). Здобув ступінь доктора медичних наук 1833 року, надалі працював прозектором у Гайдельберзі. З 1841 року — прозектор в Університеті Фрайбурга, у 1844 стає ад'юнктом. Нарешті, у 1847 році здобуває професорське звання.
Кобельт відомий своїми працями зі статевої анатомії. У 1844 році він публікує «Die männlichen und weiblichen Wollust-Organe des Menschen und einiger Säugetiere» («Чоловічі та жіночі органи сексуального збудження у людини та деяких інших ссавців»), якій мав значний вплив на анатомічну науку. Зокрема, там уперше з'являється всеосяжний та точний опис функції клітора.
На його честь названі «канальці Кобельта» — залишки мезонефричних проток у навколояєчниковому придатку (paroophoron), які, втім, частіше звуть «Вольфовими канальцями» — на честь іншого німецького анатома, К. Ф. Вольфа.

## Праці
- Diss. inaug. med. sistens disquisitionem historicam de cordis et praecordium vitiis organicis cura Valsalviana et Albertiana persanandis. Dissertation, Heidelberg, 1833.
- Beiträge zur Anatomie und Physiologie. Heidelberg, 1840.
- Die männlichen und weiblichen Wollustorgane des Menschen und einiger Säugethiere u.s.w. Freiburg, 1844. Fr. Translation von H. Kaula, Strasbourg and Paris, 1851.
- Der Nebeneierstock des Weibes, das längst vermisste Seitenstück des Nebenhodens des Mannes u.s.w. Heidelberg, 1847.